# Grüner Gockel
Der Grüne Gockel ist ein Umweltmanagement-System in Kirchengemeinden. Entwickelt wurde er in der Evangelischen Landeskirche in Württemberg. Mit dem Grünen Gockel können sich Kirchengemeinden zertifizieren lassen, dass sie systematisch, nachvollziehbar und kontinuierlich durch ihr Handeln zu einer Entlastung der Umwelt beitragen und dieses Handeln öffentlich machen.
Neben Kirchengemeinden in der Evangelischen Landeskirche in Württemberg sind mittlerweile auch zahlreiche Kirchengemeinden in anderen Evangelischen und Katholischen Kirchen in Deutschland und weltweit nach dem Grünen Gockel zertifiziert, z. B. in der Evangelischen Landeskirche in Baden, der Evangelischen Kirche der Pfalz und der Evangelisch-Lutherischen Kirche in Bayern.

## Grundlagen
Die 12. Landessynode hat am 22. November 1999 einen Beschluss zur Durchführung des Umweltaudits in den Evangelischen Kirchengemeinden in Württemberg gefasst.
Der Grüne Gockel basiert auf der Verordnung (EG) Nr. 761/2001 vom 19. März 2001 über die freiwillige Beteiligung von Organisationen an einem Gemeinschaftssystem für das Umweltmanagement und die Umweltbetriebsprüfung (EMAS), ist jedoch auf die Rahmenbedingungen und die Struktur einer Kirchengemeinde abgestimmt. Im Gegensatz zu EMAS wird die Umweltbetriebsprüfung beim Grünen Gockel in Württemberg nicht von akkreditierten Gutachtern, sondern von kirchlichen Umweltrevisoren durchgeführt. In Baden hingegen wird die Prüfung von Umweltgutachtern durchgeführt, so dass Kirchengemeinden gleichzeitig auch die EMAS-Plakette erhalten.

## Ablauf
Eine Kirchengemeinde, die beschlossen hat, am Grünen Gockel teilzunehmen, wird im ersten Jahr von kirchlichen Umweltauditoren begleitet.
Zu Beginn werden Umweltleitlinien erarbeitet, die vom Kirchengemeinderat beschlossen werden. Die Verbrauchsdaten von Strom, Wasser, Wärmeenergie und Abfall werden laufend gesammelt und bewertet. Im Umweltprogramm werden messbare Ziele und Maßnahmen formuliert, z. B. die Einsparung von Wärmeenergie und weitere Verbesserungsmaßnahmen. Nachdem ein kirchlicher Umweltrevisor die Dokumente geprüft und die Umsetzung der Maßnahmen vor Ort kontrolliert hat, erfolgt die Überreichung des Zertifikats. In einem Rhythmus von vier Jahren erfolgt eine erneute Validierung.

## Grünes Buch und Datenerfassung
Das Grüne Buch ist eine Anleitung, die die Kirchengemeinden zum Zertifikat Der Grüne Gockel führt.
Für die Verbrauchserfassung (Energie, Wasser, Papier etc.) stellen die Kirchen Online-Erfassungsportale wie Das Grüne Datenkonto zur Verfügung.